# Le Cinesi (Gluck)
Le cinesi (título original en italiano; en español, Las chinas) es una ópera en un acto con música de Christoph Willibald Gluck, usando el libreto en italiano de Pietro Metastasio que fue musicado por vez primera por Antonio Caldara en 1735. Más específicamente, la obra es descrita a menudo como una azione teatrale, en oposición a una festa teatrale, donde la designación como una azione teatrale indica que esta obra no se pretendía que fuese para una ocasión formal como una fiesta de corte, un matrimonio o un santo.
Metastasio concibe la obra creando una analogía entre los personajes femeninos de la alta burguesía china con los de las mujeres de la corte.
Se estrenó ante la familia real austriaca en Viena Schlosshof el 24 de septiembre de 1754, con ocasión de la visita de la emperatriz María Teresa a la casa de los Saxe-Hildburghausen.
Max Loppert ha hablado de la relación de Gluck con la familia real austriaca y su relación con esta obra.  La obra también se ha caracterizado como una sátira en lo que entonces éran las convenciones operísticas.
En las estadísticas de Operabase aparece con sólo 5 representaciones en el período 2005-2010.

## Personajes
| Personaje                    | Tesitura  | Reparto el 24 de september de 1754 |
| ---------------------------- | --------- | ---------------------------------- |
| Lisinga, muchacha china.     | contralto | Vittoria Tesi                      |
| Silango, hermano de Lisinga. | tenor     | Joseph Friebert                    |
| Sivene, muchacha china.      | soprano   | Theresia Heinisch                  |
| Tangia, muchacha china.      | contralto | Katharina Starzer                  |

## Le Cinesi de Gluck
"Parafraseando a Gluck, en Le cinesi abundan los abusos introducidos en la ópera por vanidad de los cantantes o la complacencia de los compositores para con ellos, logrando desfigurar la ópera italiana" señala la musicóloga Fabiana Sans Arcílagos. El compositor alemán está inmerso en los ideales musicales y escénicos de la época, tenía como objetivo "naturalizar" la música y fue uno de los más importantes reformadores de la ópera; sin embargo, Le cinesi de Gluck corresponde a una etapa anterior a los cambios siendo más convencional que en sus óperas posteriores. 